# Aoiz/Agoitz
Aoiz/Agoitz (spanisch Aoiz; baskisch Agoitz) ist eine spanische Gemeinde (municipio) in der Comunidad Foral de Navarra. Sie gehört zur Comarca Pirinioaurrea und hat 3.007 Einwohner (Stand: 2024).

## Lage
Aoiz/Agoitz liegt etwa 33 Kilometer östlich von Pamplona am Stausee des Irati in einer Höhe von ca. 505 m.

## Sehenswürdigkeiten
- Michaeliskirche
- Kloster Aoiz

## Persönlichkeiten
- Manuel de Guirior (1708–1788), Markgraf von Guirioriz, Vizekönig von Neugranada und Peru
- Miguel José de Azanza (1746–1826), Herzog von Santa Fe
- Soledad Villafranca (1880–1948), Anarchistin
- José Aguerre Santesteban (genannt Guirbindo, 1889–1962), baskischer Schriftsteller
- Francisco Ynduráin Hernández (1910–1994), Romanist
- José Antonio Urbiola (1937–2019), Anwalt und baskischer Politiker